# Sistemul financiar
Sistemul financiar al unei țări reprezintă un ansamblu de elemente sau categorii financiare caracterzitat prin legături organice între componentele sale, care îi imprimă un caracter unitar, de sistem.